# Omegophora armilla
Omegophora armilla és una espècie de peix de la família dels tetraodòntids i de l'ordre dels tetraodontiformes.

## Morfologia
- Els mascles poden assolir 25 cm de longitud total.[4][5]

## Hàbitat
És un peix marí, de clima temperat i demersal que viu fins als 146 m de fondària.

## Distribució geogràfica
Es troba al sud d'Austràlia: des del sud d'Austràlia Occidental fins al sud de Nova Gal·les del Sud i Tasmània.

## Observacions
No es pot menjar, ja que és verinós per als humans.